# Samsara (groupe)
Pour les articles homonymes, voir Samsara (homonymie).
Samsara est un groupe de rock montréalais formé en 1996.

## Biographie
Samsara est un groupe Montréalais oscillant entre rock alternatif et hard rock. Le groupe se fait remarquer du public à l'aide de Heart Set on Fire, son premier album produit par Kevin Jardine de Uplift Studio (et guitariste du groupe Slaves on Dope) sorti en 2017. Un second opus produit par Jean-Francois Macé (Sounds of Absolute Power), sort en juillet 2018. Un troisième (Permanent Damage) sort en décembre 2021.
Le groupe est influencé par Depeche Mode, The Cult, 54-40, mais aussi Suede, Tool et Band of Horses.

## Composition actuelle
- Todd Pronovost : chant, musique, textes, guitares, direction artistique
- Jean-Francois Macé : guitares, production, programmation, textes, musique
- Mike Angerillo : batterie
- Sylvain Coallier : Basses et Guitares sur "The American Way" (2020)
- Ewen Hutton : Violon et Claviers (2019)

## Discographie
- Heart Set on Fire (2017)
- Sounds of Absolute Power (2018)
- Permanent Damage (2021)
- Single (2022)
- Out of the Blue (2022)
- Just a Criminal (2022)
- Gone Forever (2024)